# Nagy Vilmos (szakíró)
Nagy Vilmos (Gyergyószentmiklós, 1954. május 25. –) erdélyi magyar informatikus, számítástechnikai szakíró.

## Életútja
Középiskolai tanulmányait 1973-ban végezte a gyergyószentmiklósi Salamon Ernő Líceumban, majd 1978-ban a bukaresti egyetem matematika-informatika karán szerzett informatikus képesítést. Az egyetemi diploma megszerzése után 1981-ig a gyergyószentmiklósi Mecanica Vállalatnál, 1981-1984 között a Hargita Megyei Tanács keretében, 1984-1994 között a székelyudvarhelyi Matricagyárban informatikus, azóta ugyancsak Székelyudvarhelyen a Bankcoop helyi fiókjának szakmunkatársa.

## Munkái
1980-ban jelent meg számítástechnikai ismereteket népszerűsítő első írása A Hétben, később hasonló jellegű írásokat közölt a lap tudományos melléklete, a TETT hasábjain, a Hargita Népében, a Szabadságban, a Fókuszban, az Inspirációban is.
1982-ben írta Mit tud a zsebszámítógép? című ismeretterjesztő kézikönyvét Márton Lászlóval és Veress Lukáccsal együtt a Kriterion Kiskalauz című sorozat számára. Kiadás alatt két számítástechnikai könyve (Logowriter és Comenius Logo címmel).